# Kung Fu Panda 2
Série Kung Fu Panda
Kung Fu Panda
(2008) Kung Fu Panda 3
(2016)
Pour plus de détails, voir Fiche technique et Distribution.
Kung Fu Panda 2 est un film d'animation américain réalisé par Jennifer Yuh Nelson et sorti en 2011. Il est la suite de Kung Fu Panda sorti en 2008.

## Synopsis
Vingt ans avant les événements du premier film, Shen, fils unique du dirigeant du clan des Paons, cherche à maîtriser la poudre des feux d'artifice pour en faire une arme redoutable. Sachant par une divinatrice appelée par ses parents qu'il sera vaincu par un guerrier fait de noir et de blanc s'il poursuit sur la mauvaise voie, il ordonne le massacre de tous les villages panda de Chine dans le but d'échapper à son destin. Horrifiés par le génocide, les parents de Shen prennent alors la décision de rejeter leur fils et de l'envoyer en exil pour toujours, mais ce dernier leur jura de se venger et de revenir.
Devenu un maître du Kung Fu, Po protège la vallée de la Paix avec ses amis Cyclones. Maître Shifu l'informe cependant que pour progresser encore, il doit atteindre un état de paix intérieure parfait. Apprenant qu'une horde de loups raide un village en volant tous les ustensiles en métal, le panda et ses compagnons se mettent en chasse et se défont facilement des assaillants, Mais en voyant le symbole du clan des Paons, Po tombe en catalepsie en se remémorant un souvenir tragique de son passé. En effet il voit sa mère et lui bébé ce qui le perturbe et permet aux loups de s'enfuir. Se posant des questions sur ses origines, il interroge Ping qui lui révèle n'être que son père adoptif, car ce dernier l'a trouvé dans une caisse remplie de légumes, mais n'a aucune idée de sa provenance.
Shifu apprend que Shen est revenu de son exil à la mort de ses parents, qu'il a tué maître Rhino Foudroyant, le chef du conseil protecteur de la ville et son intention de conquérir toute la Chine avec l'aide de canons cracheurs de métal qui lui a permis de vaincre le premier guerrier. Il envoie Po et les Cyclones à Gongmen pour y détruire son canon. Mais la ville est occupée par l'armée du paon, et les deux derniers maîtres du Kung Fu Maître Croc et Maître Bœuf sont prisonniers de celui-ci mais en réalité ils se sont rendus après que Shen a menacé d'utiliser le canon sur la ville. Les Cyclones s'introduisent dans la prison, mais les deux guerriers refusent de les suivre, pensant n'avoir aucune chance contre les nouvelles armes de Shen. Po et ses amis sont alors pris en chasse par les gardes et capturés puis amenés face à la tour de leur principal ennemi.
Alors qu'ils sont emmenés face à lui, les six guerriers se libèrent et finissent par détruire le canon principal, mais en affrontant leur ennemi, le panda est à nouveau frappé de catalepsie en revoyant la bannière des Paons. Po comprend alors que Shen a joué un rôle dans la disparition de ses parents. Le paon s'échappe et tente de les tuer en utilisant les canons situés à l'arsenal, opposé à la tour. Après avoir réussi à éviter le pire, Tigresse et ses camarades exigent de Po des explications sur son comportement. Le panda révèle alors à ses compagnons que Shen était là lorsqu'il a vu ses parents pour la dernière fois, alors qu'il n'était qu'un bébé, et souhaite en savoir plus sur lui-même et ses origines. Bien que réconforté par Tigresse, cette dernière lui suggère de rester en retrait. Mais le panda est décidé à en savoir plus et ruine le plan des Cyclones en confrontant Shen une nouvelle fois. Ce dernier lui fait une fausse déclaration au sujet de ses parents du fait qu'ils ne l'aimait pas et profite de l'état de perturbation de son adversaire pour lui tirer dessus avec un canon, ce qui laisse Po pour blessé et dont le corps flotte le long du fleuve.
Bien que blessé, le panda survit et est recueilli par la divinatrice qui a prédit le destin tragique du chef des Loups. Elle conduit ce dernier à son village d'enfance, et grâce à la technique enseignée par Shifu, Po se souvient de tout son passé, qui révèle que sa mère l'a déposé dans une caisse de légumes prête à être livrée, et a détourné l'attention des loups pour oublier le berceau improvisé. Bien qu'il ait eu un passé tragique, le panda eut une vie heureuse et trouve enfin la paix intérieure tant recherchée.
Po retourne à Gongmen pour sauver ses amis et empêcher Shen de mener à bien ses plans de conquête. Le panda et les Cyclones affrontent la flotte du paon qui quitte le port fluvial, aidés par Shifu et les maîtres Kung fu libérés qui préfèrent affronter Shen que la colère de leur maître. Shen tire un canon, tuant certains de ses propres soldats pour dégager le chemin vers le port. Po a appris de sa nouvelle paix intérieure à suivre les mouvements des boulets de canon pour les renvoyer à leur expéditeur, détruisant les navires un à un. Po essaye de convaincre Shen d'abandonner sa haine contre les siens, mais ce dernier s'obstine. Shen coupe par accident les derniers liens de son dernier canon, qui s'écroule sur ce dernier acceptant enfin son destin. Po et les siens retournent dans la vallée, s'empressant d'assurer à Ping qu'il le considère toujours comme son propre père.
Dans un village éloigné et perdu au sommet d'une montagne, un panda travaillant dans les champs se redresse soudain, un message de l'univers lui fait savoir que son fils disparu est toujours en vie.

## Personnages
Po« Arraché » à ses devoirs d'apprenti dans le bar à nouilles de son père, Po est devenu le légendaire Guerrier Dragon. Malgré l'adulation dont il fait l'objet, Po reste un humble panda. Toujours très fan dans l'âme, il est capable de rester bouche bée devant les prouesses de ses amis les Cinq Cyclones, autant que d'en accomplir quelques-unes lui-même. Po a réalisé son rêve de combattre aux côtés des stars du monde du kung-fu, mais son aventure n'est pas terminée. Le rôle de Guerrier Dragon comporte des défis et des responsabilités auxquels Po doit faire face pour devenir le meilleur guerrier kung-fu possible.
ShifuShifu, bien que devenu le leader spirituel de la Vallée de la Paix à la place d'Oogway, n'a pas encore atteint l'illumination. Il fait de son mieux mais peine sous la pression et le poids des responsabilités d'une telle charge. Très souvent, les pitreries de Po forcent son maître à chercher le calme dans une tasse de thé chaud et une séance de méditation en chantant : « Apaisé… Apaisé… »
Maître TigresseMaître Tigresse est la plus forte et la plus intrépide des maîtres du kung-fu. Elle a toutes les qualités qu'on attend d'un héros : bourreau de travail, courageuse, téméraire et… héroïque, quoi ! Elle est prête à tout pour gagner la partie. Elle est d'une loyauté à toute épreuve envers Po et ce que représente le Guerrier Dragon. Son attitude stoïque et déterminée dissimule une grande compassion que les autres voient rarement.
Maître VipèreMaître Vipère est la « mère poule » du groupe. Il faut savoir garder la tête froide et le cœur au chaud pour gérer les personnalités parfois conflictuelles des Cinq Cyclones. Mais ne vous laissez pas influencer par sa douceur. Maître Vipère est une guerrière vive comme l'éclair, capable de venir à bout de l'adversaire le plus effrayant. Son pouvoir réside dans sa force, sa nature sinueuse, sa précision. et sa force de frappe mortelle.
Maître GrueMaître Grue est le pragmatique du groupe. Il n'aime pas avoir recours à la violence, il est le genre d'oiseau à réfléchir avant de cogner. Parfois, une vanne bien placée est du meilleur effet. Il fait tout pour éviter le combat, si possible… mais s'il ne peut l'éviter, il fera en sorte de le gagner. La sécurité de ses amis de kung-fu est une priorité pour lui. Il est prêt à risquer sa vie pour protéger la leur.
Maître ManteMaître Mante est peut-être le plus petit des cinq, mais il ne l'admettra jamais. Ce petit bonhomme souffre du complexe de Napoléon : costaud, rapide et minuscule, il a un sale caractère et il est prêt à en découdre à la moindre insulte. Rien ne peut instiller la peur dans son brave petit cœur… sauf une mante femelle.
Maître SingeMaître Singe est malicieux, joueur, enthousiaste et son attitude décontractée cache son talent pour les arts martiaux. Maître Singe est celui des Cinq qui a le caractère le plus souple et il sait parfaitement se débrouiller en dehors de la Vallée de la Paix, dans un monde parfois peu recommandable. Maître Singe aime rire.
M. PingMonsieur Ping a peut-être perdu son meilleur et unique employé au profit de la grandeur du kung-fu mais il est extrêmement fier de son panda de fils. M. Ping a même fait de son restaurant un musée consacré aux exploits épiques de Po. Comme tout parent resté seul à la maison, papa a peur d'être oublié. Alors, il fait en sorte d'avoir toujours des petits pains en réserve, au cas où le Guerrier Dragon passerait.
Maître Rhino FoudroyantMaître Rhino Foudroyant, détenteur du légendaire Marteau des Nuages, est le chef bénévole du Conseil du kung-fu qui protège la vaste métropole qu'est la Ville des Sonneurs. Il descend d'une longue lignée de maîtres. C'est maître Rhino Volant, son père, qui l'a formé, et il est devenu légendaire lui-même en massacrant les Dix Mille Serpents de la Vallée du Malheur. En tant que chef du Conseil du Kung-Fu, il est respecté pour sa sagesse, sa bonne humeur et ses bonnes actions.
Maître CrocMaître Croc était autrefois le chef du clan des « Bandits Crocodiles Voleurs de Laine » de l'Île aux Crocodiles, une bande de criminels sans pareil. Celui qui osait se mettre en travers de son chemin était aussitôt balayé par son Légendaire Coup de Queue Terrifiant. Jusqu'au jour où il croisa la route de maître Rhino Foudroyant dont le niveau de Kung-Fu s'avéra supérieur au sien, lors d'un combat mémorable sur les rives du fleuve Wa Su Li. Vaincu, maître Croc s'attendait à mourir mais le coup fatal ne fut jamais porté. Au lieu de ça, maître Rhino demanda à maître Croc d'utiliser son Kung-Fu pour faire le bien. Croc fut si touché par la grandeur d'âme de Rhino, qu'il mit fin sur-le-champ à sa carrière de criminel. Depuis il parcourt la Chine, redressant les torts, protégeant les faibles, et vient s'asseoir à l'occasion aux côtés de Rhino, en tant que membre du Conseil. Croc, fort comme un bœuf, rusé comme un renard, est célèbre pour ses victoires, une des plus fameuses étant celle au cours de laquelle il a réduit au silence les Bandits Blaireaux qui disaient du mal de sa mère.
Maître Bœuf RavageurMaître Bœuf Ravageur est le meilleur élève de maître Rhino Foudroyant. Lorsqu'il était petit, il laissait ses corvées pour traverser en cachette la Ville des Sonneurs et regarder maître Rhino s'entraîner. Maître Rhino a récompensé l'enthousiasme du jeune Bœuf en lui apprenant le kung-fu. Maître Bœuf a prouvé son talent et son courage en affrontant les 72 bandits de la province de Wing Cho à l'aide de ses seules cornes. Bœuf agit souvent en tête brûlée, qui préfère l'action à la contemplation, ce qui perturbe toujours son vieux maître. Il est néanmoins un ami loyal et un membre honorable du Conseil du Kung-Fu qui protège les citoyens de la paisible Ville des Sonneurs.
La DivinatriceDotée d'un cœur généreux et du don de double vue, la Divinatrice est parfois prisonnière des deux. Elle était la nourrice d'un paon maladif, auquel elle a donné ce que ses parents lui refusaient : l'amour. Son amour tempérait les ambitions grandissantes du jeune paon, jusqu'à ce qu'un jour, il y a vingt ans, elle lui fasse une prédiction qui allait déclencher une terrible suite d'événements. Pendant des années, elle a supporté le fardeau de sa faute, allégé par un sens de l'humour fataliste très aiguisé, qui la réconforte tandis qu'elle attend les événements qu'elle a prédits et dont elle espère qu'ils accorderont la rédemption à son fils adoptif et à elle-même.
Shen, le paonGrâce à son intelligence pervertie et à la seule force de sa volonté, il a réussi à créer, après de nombreuses années, l'arme la plus puissante qui ait jamais existé. Il est sur le point de triompher lorsqu'il découvre que quelque chose lui barre la route, une chose qu'il croyait avoir réglée il y a vingt ans.
Chef LoupLe Chef Loup, comme ses frères et sœurs loups, était autrefois gardien du Palais Royal de la Ville des Sonneurs. Le seul membre de la famille royale à sympathiser avec les loups était Shen, frêle héritier albinos du trône de la Ville des Sonneurs. Shen les a nourris, a joué avec eux et les a traités comme des membres de sa famille. Chef Loup est le plus loyal serviteur de Shen, à la fois stratège militaire et bras droit digne de confiance.

## Fiche technique
- Titre original et français : Kung Fu Panda 2
- Réalisation : Jennifer Yuh Nelson
- Scénario : Jonathan Aibel, Glenn Berger
- Musique : Hans Zimmer, John Powell
- Production : Melissa Cobb, Guillermo del Toro (producteur exécutif)
- Société de production : DreamWorks Animation
- Société de distribution : Paramount Pictures ( États-Unis), Universal Pictures ( France)
- Budget : 150 millions de dollarsUS
- Format : couleur - 2,39 : 1 - 65 mm - son Dolby Digital
- Pays d’origine :  États-Unis
- Langue originale : anglais
- Genre : animation, action, kung fu
- Durée : 87 minutes
- Dates de sortie[1] :
  - États-Unis : 26 mai 2011
  - France : 15 juin 2011
- Dates de sortie DVD :
  - États-Unis : 11 octobre 2011
  - France : 18 octobre 2011
- Dates de première diffusion à la télévision :
  - France : 10 juin 2012 à 18 h sur Canal+ Family (payant) / 24 décembre 2014 à 15 h 35 sur TF1 (gratuit)

## Distribution

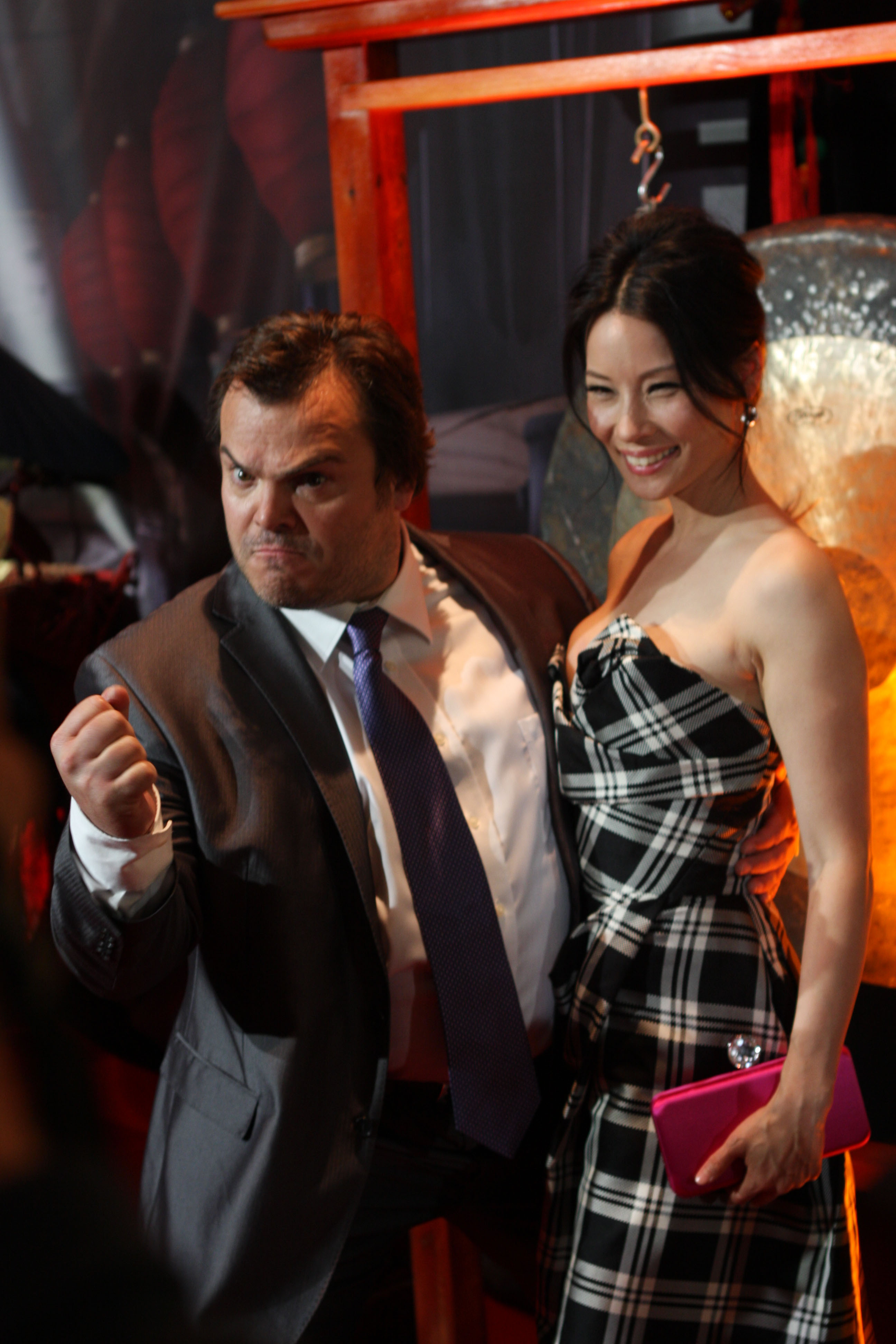
Jack Black et Lucy Liu, les doubleurs de Po et Maître Vipère, à l'avant-première américaine du film.

### Voix originales
- Jack Black : Maître Po Ping
- Angelina Jolie : Maître Tigresse
- Dustin Hoffman : Maître Shifu Sweng
- Gary Oldman : Seigneur Shen
- Jackie Chan : Maître Singe
- Seth Rogen : Maître Mante
- Lucy Liu : Maître Vipère
- David Cross : Maître Grue
- James Hong : San Ping
- Michelle Yeoh : Divinatrice
- Danny McBride : Chef Loup
- Dennis Haysbert : Maître Bœuf Ravageur
- Jean-Claude Van Damme : Maître Croc
- Victor Garber : Maître Rhino Foudroyant
- Fred Tatasciore : Li Shan, le père de Po

### Voix française
- Manu Payet : Po Ping
- Marie Gillain : Maître Tigresse
- Pierre Arditi : Maître Shifu Sweng
- Bernard Alane : Seigneur Shen
- William Coryn : Maître Singe
- Xavier Fagnon : Maître Mante
- Mylène Jampanoï : Maître Vipère
- Tomer Sisley : Maître Grue
- Michel Tureau : San Ping
- Jocelyne Darche : Divinatrice
- Gilles Morvan : Chef Loup
- Paul Borne : Maître Bœuf Ravageur
- Patrice Baudrier : Maître Croc
- Philippe Peythieu : Maître Rhino Foudroyant

Source VF : Allociné

### Voix québécoises
- Hugolin Chevrette-Landesque : Po Ping
- Hélène Mondoux : Maître Tigresse
- Guy Nadon : Maître Shifu Sweng
- Daniel Picard : Seigneur Shen
- François L'Écuyer : Maître Singe
- Tristan Harvey : Maître Mante
- Michèle Lituac : Maître Vipère
- Gilbert Lachance : Maître Grue
- Hubert Gagnon : San Ping
- Danièle Panneton : Divinatrice
- Sylvain Hétu : Chef Loup
- Yves Corbeil : Maître Bœuf Ravageur
- Louis-Philippe Dandenault : Maître Croc
- Denis Mercier : Maître Rhino Foudroyant

Source VQ : Doublage.qc.ca

## Box-office
| Pays       | Box-office        |
| ---------- | ----------------- |
| Monde      | 650 175 000 $     |
| États-Unis | 164 675 000 $     |
| France     | 2 598 895 entrées |

## Distinctions
En 2012, Kung Fu Panda 2 fait partie des films finalistes pour le prix du meilleur film d'animation à la 84e cérémonie des Oscars.

## Bande originale
La bande originale du film a été composée par John Powell et Hans Zimmer. L'album comporte 17 titres, pour une durée totale de 1 heure et 4 minutes.